# Brug 189P
Brug 189P bestaat uit een tweetal viaducten in Amsterdam-Zuid. Amsterdam kent ook de Brug 189 in de Watergraafsmeer, de toevoeging P betekent dat de viaducten in beheer zijn bij provincie of rijk.
De twee viaducten liggen voor de noordelijke ingang van het Amstelpark en geven uitzicht op het kunstwerk Big talk van Wim Poppinga. Beide bouwwerken liggen in Rijksweg 10 net ten oosten van de Europaboulevardbrug. Het noordelijk gelegen viaduct ligt in de afslag in de A10 naar de RAI, het zuidelijke viaduct geeft juist toegang tot die rijksweg richting Rozenoordbrug. De bouw van de vrijwel onbekende viaducten is daarmee te traceren tussen 1975 (begin bouw traject Amstelveenseweg-Europaboulevard, opening 1977) en 1981 (opening traject Europaboulevard-Rozenoordburg).
Onder beide viaducten liggen een soort faunapassage (een rotsachtig pad voor kleine zoogdieren), een voet- en fietspad.
De gemeente Amsterdam gaf eind 2017 alle kunstwerken in de Rijksweg 10 een naam, vaak verwijzend naar de straat of waterweg, die het betreffende kunswerk overspant. Voor deze viaducten werd toen geen naam vastgesteld.